# كويكب ثنائي متصل

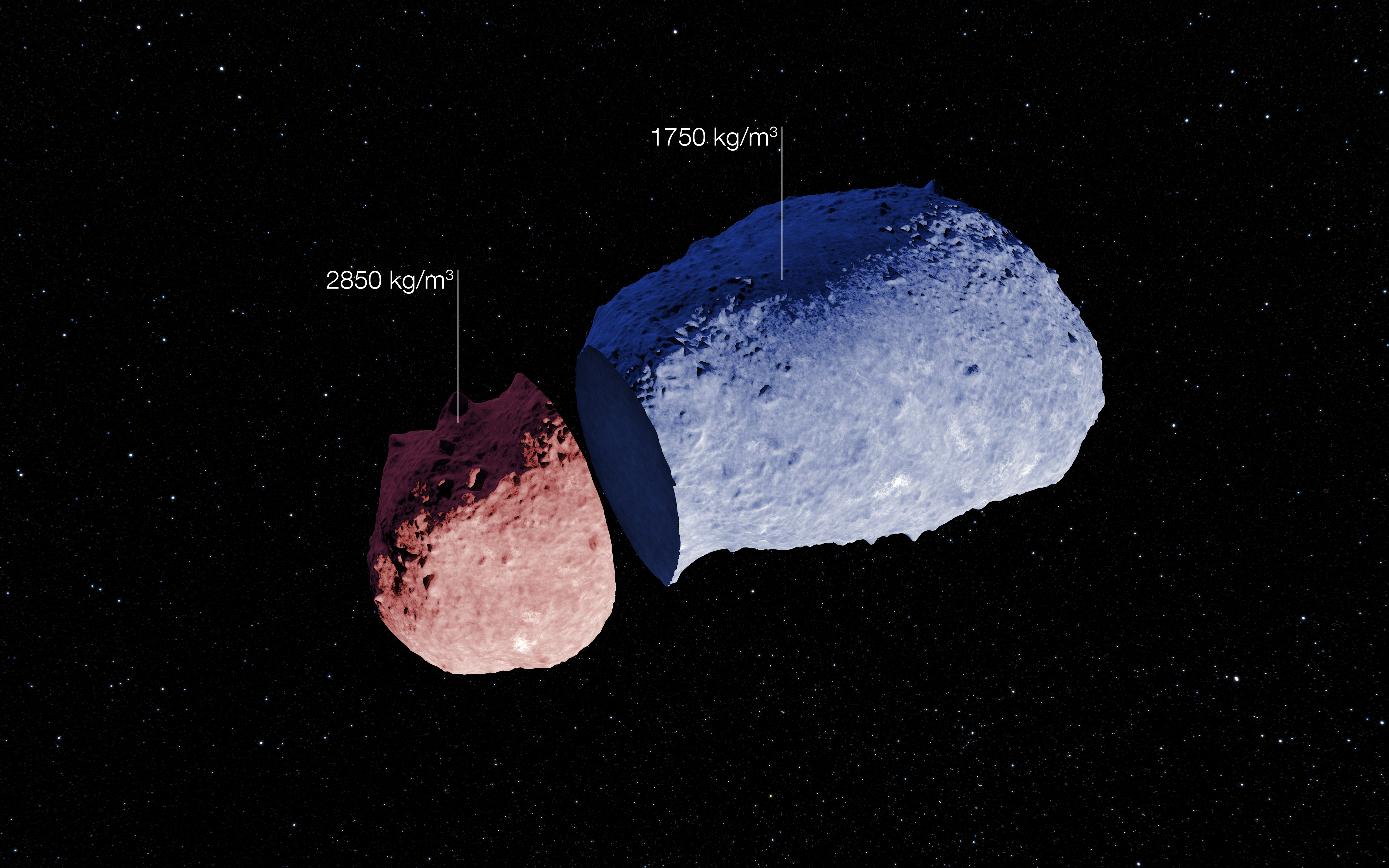
شكل تخطيطي للكويكب إيتوكاوا 25143، مع قيم الكثافة المختلفة لنصفيه مما يدل على أنه تكون من كويكبين منفصلين.

أو كويكب مزدوج متلامس (بالإنجليزية: Contact Binary asteroid) هو من أجرام النظام الشمس الصغيرة كالكويكبات والمذنبات، ويتكون من جرمين إرتبطا مع بعضهما بقوة الجاذبية حتى حصل بينهما إتصال فيزيائي مولداً جسماً واحداً يتكون من فصّين واضحين، وغالباً ما تكون هذه الأجرام أنقاض فضائية لكن يمكن تمييزها عن الكويكبات المزدوجة.

## الوصف
من المذنبات المعروفة كثنائي متلامس هما مذنب تشوريوموف-جيراسيمنكو ومذنب توتل/8P [الإنجليزية]، بينما من الكويكبات التي يشتبه أن تكون ثنائيات متلامسة هي (هيكتور 624، كليوباترا 216، كاستاليا 4769 [الإنجليزية]، إيتوكاوا 25143) والتي تظهر بشكل أجسام مفصصة وهي أجرام تم تصويرها من قبل مسبار هايابوسا، وكذلك الكويكب توتاتيس 4179 والذي يظهر بشكل ممدود كما صوره مسبار تشانغ آه-2 الصيني مرشح لأن يكون ثنائي متلامس. وبالنسبة للكواكب الصغيرة البعيدة، تم تأكيد كون الجرم الجليدي (اروكوث 486958، المعروف باسم ألتيما ثولي) الواقع في حزام كايبر هو ثنائي متلامس عندما حلق مسبار نيو هورايزونز بالقرب منه عام 2019.

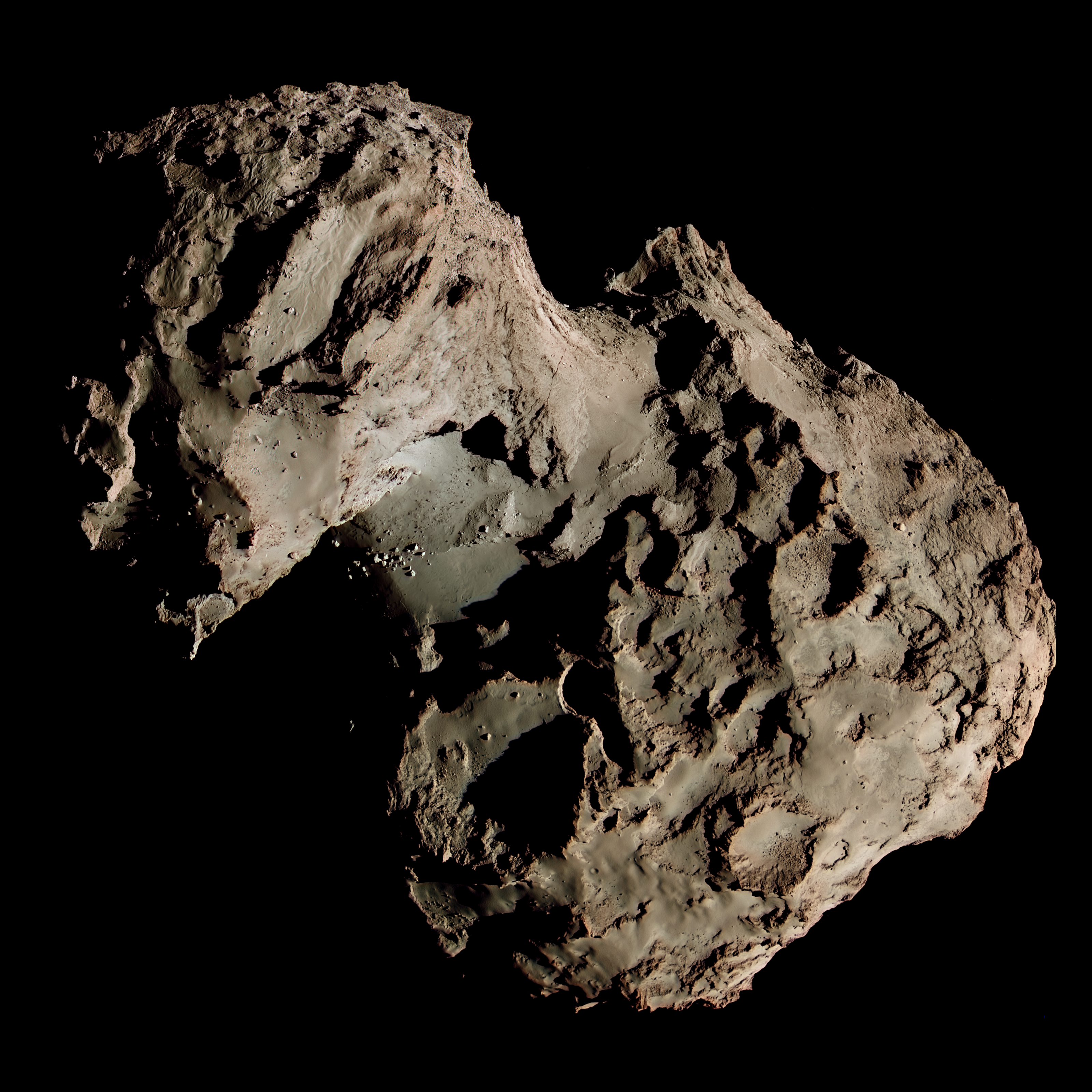
صورة للمذنب 67P/تشوريوموف-جيراسيمنكو كما رأته كامير مركبة روزيتا.
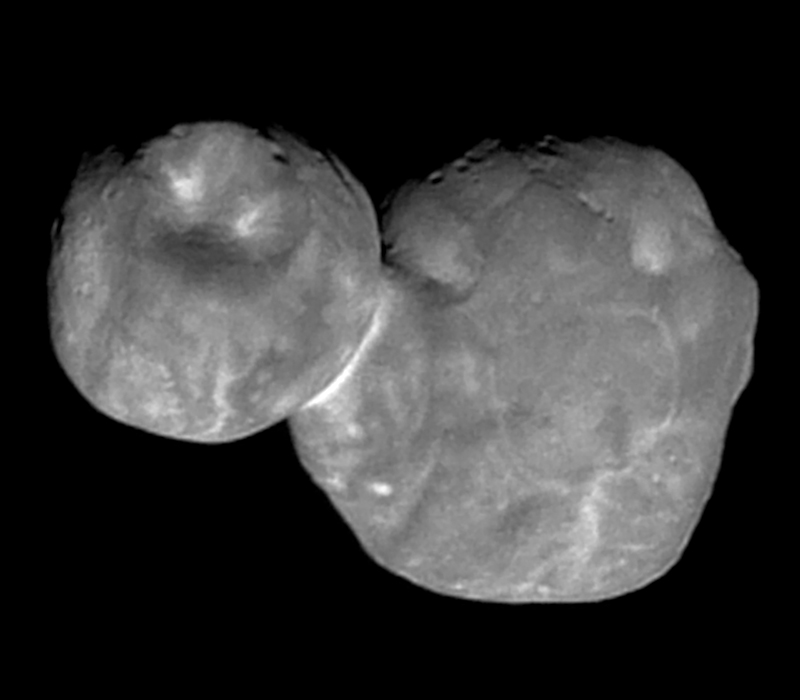
اروكوث 486958 (ألتيما ثولي) كما صورته مركبة نيو هورايزونز.
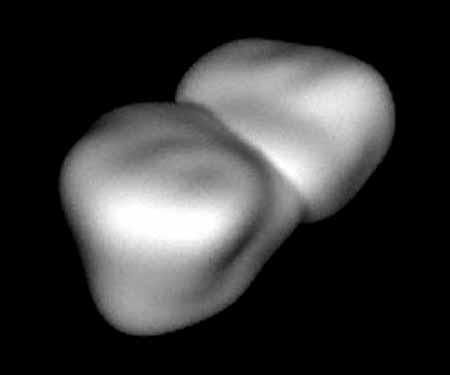
صورة رادار لشكل الكويكب كاستاليا 4769.

## قائمة الأجرام
جدول بالأجرام المصنفة كثنائيات كوكبية متلامسة من ضمنها الأجرام القريبة من الأرض، مع الأجرام المرشحة لأن تدخل هذا التصنيف (ذات الخلفية الداكنة في الجدول).
| الجرم                      | متوسط القطر او الأبعاد (كيلومتر) | زمن الدوران (بالساعات) | LCDB | روابط |
| -------------------------- | -------------------------------- | ---------------------- | ---- | --- |
| باكوس 2063 [الإنجليزية]    | 2.6×1.1×1.1                      | 14.9                   | LCDB | 2063 في قاعدة بيانات مختبر الدفع النفاث لأجرام النظام الشمسي الصغيرة - الاكتشاف · مخطط المدار · العناصر المدارية · المعلمات المادية             |
| بان 4450 [الإنجليزية]      | 1.0                              | 60                     | LCDB | 4450 في قاعدة بيانات مختبر الدفع النفاث لأجرام النظام الشمسي الصغيرة - الاكتشاف · مخطط المدار · العناصر المدارية · المعلمات المادية             |
| ميثرا 4486 [الإنجليزية]    | 1.6                              | 67.5                   | LCDB | 4486 في قاعدة بيانات مختبر الدفع النفاث لأجرام النظام الشمسي الصغيرة - الاكتشاف · مخطط المدار · العناصر المدارية · المعلمات المادية             |
| كاستاليا 4769 [الإنجليزية] | 0.6                              | 4                      | LCDB | 4769 في قاعدة بيانات مختبر الدفع النفاث لأجرام النظام الشمسي الصغيرة - الاكتشاف · مخطط المدار · العناصر المدارية · المعلمات المادية             |
| سيغرد 11066 [الإنجليزية]   | 3.0                              | 8.5                    | LCDB | 11066 في قاعدة بيانات مختبر الدفع النفاث لأجرام النظام الشمسي الصغيرة - الاكتشاف · مخطط المدار · العناصر المدارية · المعلمات المادية            |
| (179806) 2002 TD66         | 0.3                              | 9.5                    | LCDB | 179806 في قاعدة بيانات مختبر الدفع النفاث لأجرام النظام الشمسي الصغيرة - الاكتشاف · مخطط المدار · العناصر المدارية · المعلمات المادية           |
| 2005 TF49                  | —                                | —                      | LCDB | (مرشح) 2005 TF49 في قاعدة بيانات مختبر الدفع النفاث لأجرام النظام الشمسي الصغيرة - الاكتشاف · مخطط المدار · العناصر المدارية · المعلمات المادية |
| 2007 TU24                  | 0.3                              | 36                     | LCDB | 2007 TU24 في قاعدة بيانات مختبر الدفع النفاث لأجرام النظام الشمسي الصغيرة - الاكتشاف · مخطط المدار · العناصر المدارية · المعلمات المادية        |
| توتل/8P [الإنجليزية]       | 4.5                              | —                      | LCDB | 8P في قاعدة بيانات مختبر الدفع النفاث لأجرام النظام الشمسي الصغيرة - الاكتشاف · مخطط المدار · العناصر المدارية · المعلمات المادية               |
| 2013 US3                   | 0.163                            | 450                    | LCDB | (مرشح) 2013 US3 في قاعدة بيانات مختبر الدفع النفاث لأجرام النظام الشمسي الصغيرة - الاكتشاف · مخطط المدار · العناصر المدارية · المعلمات المادية  |
| كاميلو 3752 [الإنجليزية]   | 2.33                             | 37.846                 | LCDB | 3752 في قاعدة بيانات مختبر الدفع النفاث لأجرام النظام الشمسي الصغيرة - الاكتشاف · مخطط المدار · العناصر المدارية · المعلمات المادية             |
| 1981 ميداس                 | 1.95                             | 5.220                  | LCDB | 1981 في قاعدة بيانات مختبر الدفع النفاث لأجرام النظام الشمسي الصغيرة - الاكتشاف · مخطط المدار · العناصر المدارية · المعلمات المادية             |
| (496817) 1989 VB           | 0.310                            | 16                     | LCDB | 496817 في قاعدة بيانات مختبر الدفع النفاث لأجرام النظام الشمسي الصغيرة - الاكتشاف · مخطط المدار · العناصر المدارية · المعلمات المادية           |
| 2014 JO25                  | 0.818                            | 4.531                  | LCDB | 2014 JO25 في قاعدة بيانات مختبر الدفع النفاث لأجرام النظام الشمسي الصغيرة - الاكتشاف · مخطط المدار · العناصر المدارية · المعلمات المادية        |
| 2014 HQ124                 | 0.4                              | 16+                    | LCDB | 2014 HQ124 في قاعدة بيانات مختبر الدفع النفاث لأجرام النظام الشمسي الصغيرة - الاكتشاف · مخطط المدار · العناصر المدارية · المعلمات المادية       |
| 2015 JD1                   | —                                | —                      | LCDB | 2015 JD1 في قاعدة بيانات مختبر الدفع النفاث لأجرام النظام الشمسي الصغيرة - الاكتشاف · مخطط المدار · العناصر المدارية · المعلمات المادية         |
| (413260) 2003 TL4          | 0.392                            | 27.2                   | LCDB | (مرشح) 413260 في قاعدة بيانات مختبر الدفع النفاث لأجرام النظام الشمسي الصغيرة - الاكتشاف · مخطط المدار · العناصر المدارية · المعلمات المادية    |
| (462959) 2011 DU           | 0.188                            | 10.290                 | LCDB | (مرشح) 462959 في قاعدة بيانات مختبر الدفع النفاث لأجرام النظام الشمسي الصغيرة - الاكتشاف · مخطط المدار · العناصر المدارية · المعلمات المادية    |